# Leptochelia billambi
Leptochelia billambi is een naaldkreeftjessoort uit de familie van de Leptocheliidae. De wetenschappelijke naam van de soort werd voor het eerst geldig gepubliceerd in 2012 door Blazewicz-Paszkowycz & Bamber.